# Paula Kroh

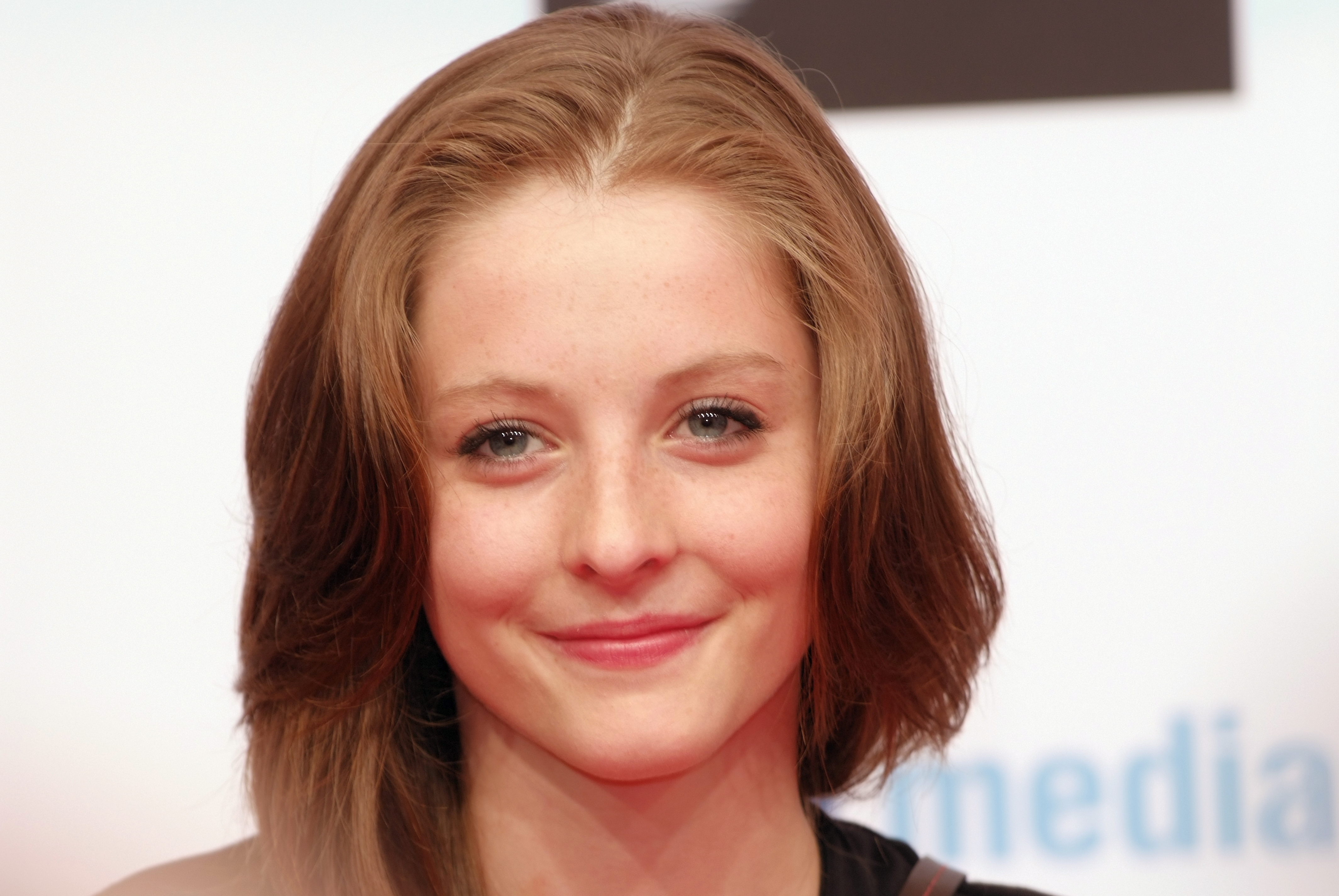
Paula Kroh beim Studio Hamburg Nachwuchspreis 2012

Paula Kroh (* 2. Juli 1995 in Dresden) ist eine deutsche Schauspielerin.

## Werdegang
Paula Kroh absolvierte von 2016 bis 2020 ihre Schauspielausbildung am Max Reinhardt Seminar Wien. 
2012 wurden Kroh und Jonas Nay mit dem Günter-Strack-Fernsehpreis ausgezeichnet. 2013 erhielt sie für ihre Rolle der Steffi Harder in dem Spielfilm Inklusion – gemeinsam anders (2011) eine Nominierung für den Deutschen Schauspielerpreis in der Kategorie „Beste Schauspielerin Nachwuchs“. Ab 2019 spielte sie für 2 Jahre die Marie in Tierärztin Dr. Mertens.

## Filmografie (Auswahl)
- 2006: Geile Zeiten (Fernsehfilm)
- 2006: Nimmermeer
- 2008: SOKO Wismar (Fernsehserie, Folge Ganz neu anfangen)
- 2009: Der Typ, 13 Kinder & ich
- 2009: In aller Freundschaft (Fernsehserie, Folge Grenzen)
- 2010: Meine Familie bringt mich um! (Fernsehfilm)
- 2010: Charly’s Comeback (Fernsehfilm)
- 2011: Inklusion – gemeinsam anders (Fernsehfilm)
- 2011: Dear Mr. Starr (Kurzfilm)
- 2012: Die Vermissten
- 2013: Die Frau von früher (Fernsehfilm)
- 2012: Sunny (Kurzfilm)
- 2013: Sputnik
- 2015: Dead Girls Don’t Love (Kurzfilm)
- 2016: Joachim Vernau – Die 7. Stunde (Fernsehreihe)
- 2016: Das Dunkle Haus am Rande des Waldes
- 2017: Was ich dir noch sagen wollte (Kurzfilm)
- 2017: In Wahrheit: Mord am Engelsgraben (Fernsehreihe)
- 2018: jerks. (Fernsehserie, Folge Junge Herzen)
- 2018: Tatort: Der kalte Fritte (Fernsehreihe)
- 2019: Dark (Fernsehserie, Folge Die Reisenden)
- 2019: SOKO Potsdam (Fernsehserie, Folge Der Container)
- 2019: Totenfieber – Nachricht aus Antwerpen (Fernsehfilm)
- 2019–2021: Tierärztin Dr. Mertens (Fernsehserie)
- 2020: Tatort: Das perfekte Verbrechen
- 2021: SOKO Donau (Fernsehserie, Folge Grenzenlos)
- 2022: Die Toten vom Bodensee – Das zweite Gesicht (Fernsehreihe)
- 2023: Schnell ermittelt (Fernsehserie, Folge Lucia Frost)
- 2023:  Kissufim[3]
- 2023: Der Masuren-Krimi (Fernsehreihe, Folge Freund oder Feind)
- 2023: FBI: International (Fernsehserie, Folge 2x12)
- 2024: Tatort: Unter Feuer (Fernsehreihe)
- 2025: Lena Lorenz: Blick in den Spiegel (Fernsehreihe)

## Auszeichnungen
- 2012: Günter-Strack-Fernsehpreis
- 2013: Deutscher Schauspielerpreis: Beste Schauspielerin Nachwuchs